# Punctie
Een punctie is een medische handeling waarbij met behulp van een holle naald bloed, vocht of weefsel uit het lichaam wordt genomen voor onderzoek op eventuele afwijkingen in cellen of weefsels.
Er bestaan verschillende soorten puncties, waaronder:
- Ascitespunctie
- Beenmergpunctie
- Gewrichtspunctie
- Lumbale punctie
- Navelstrengpunctie
- Pleurapunctie
- Venapunctie
- Vruchtwaterpunctie